# James Fowler
James Fowler (Stirling, 28 ottobre 1980) è un dirigente sportivo, allenatore di calcio ed ex calciatore scozzese, di ruolo centrocampista o difensore, Direttore Area Professionale del Kilmarnock.

## Palmarès

### Giocatore

#### Competizioni nazionali
- Coppa di Lega scozzese: 1

Kilmarnock: 2011-2012